# HOXB1
HOXB1 (англ. Homeobox B1) – білок, який кодується однойменним геном, розташованим у людей на довгому плечі 17-ї хромосоми. Довжина поліпептидного ланцюга білка становить 301 амінокислот, а молекулярна маса — 32 193.
| 10         |  | 20         |  | 30         |  | 40         |  | 50         |
| ---------- |  | ---------- |  | ---------- |  | ---------- |  | ---------- |
| MDYNRMNSFL |  | EYPLCNRGPS |  | AYSAHSAPTS |  | FPSAQAVD   |  | SYASEGRYG  |
| GLSPAFQN   |  | SGYPAQPS   |  | TLGVPFPSA  |  | PSGYAPACS  |  | PSYGPSQYP  |
| LGQSEGDGY  |  | FHPSYGAQL  |  | GLSDGYGAG  |  | GAGPGPYPQ  |  | HPYGNEQTA  |
| SFAPAYADL  |  | SEDKETPCPS |  | EPNTPTARTF |  | DWMKVKRNP  |  | KTAKVSEPGL |
| GSPSGLRTNF |  | TRQLTELEK  |  | EFHFNKYLSR |  | ARVEIATL   |  | ELNETQVKIW |
| FQNRMKQK   |  | REREGRVP   |  | APGCPKEA   |  | GDASDQSTCT |  | SPEASPSVT  |
| S          |  |            |  |            |  |            |  |            |

Кодований геном білок за функцією належить до білків розвитку. 
Задіяний у таких біологічних процесах, як транскрипція, регуляція транскрипції, альтернативний сплайсинг. 
Білок має сайт для зв'язування з ДНК. 
Локалізований у ядрі.